# Hottinger Group
Hottinger Group est une entreprise internationale de gestion de patrimoine dont le siège est à Londres et qui propose des services de gestion de patrimoine, des services bancaires d'investissement et d'autres services financiers associés.  Hottinger est connue comme l'une des premières banques privées créées le 1er août 1786 par la famille Hottinguer.

## Histoire
Les origines du patronyme Hottinger dans les services financiers date de 1786, lorsque le baron Jean-Conrad Hottinguer établit la banque Rougemont Hottinger & Cie à Paris,.
L'association avec Denis de Rougemont prend effectivement fin le 15 octobre 1790 lorsque Jean-Conrad Hottinger se lance à son compte en lançant Hottinger & Cie.
En 1799 ou vers 1799, Jean-Conrad a ajouté un «u» à son nom de famille pour maintenir la prononciation correcte du nom en français.

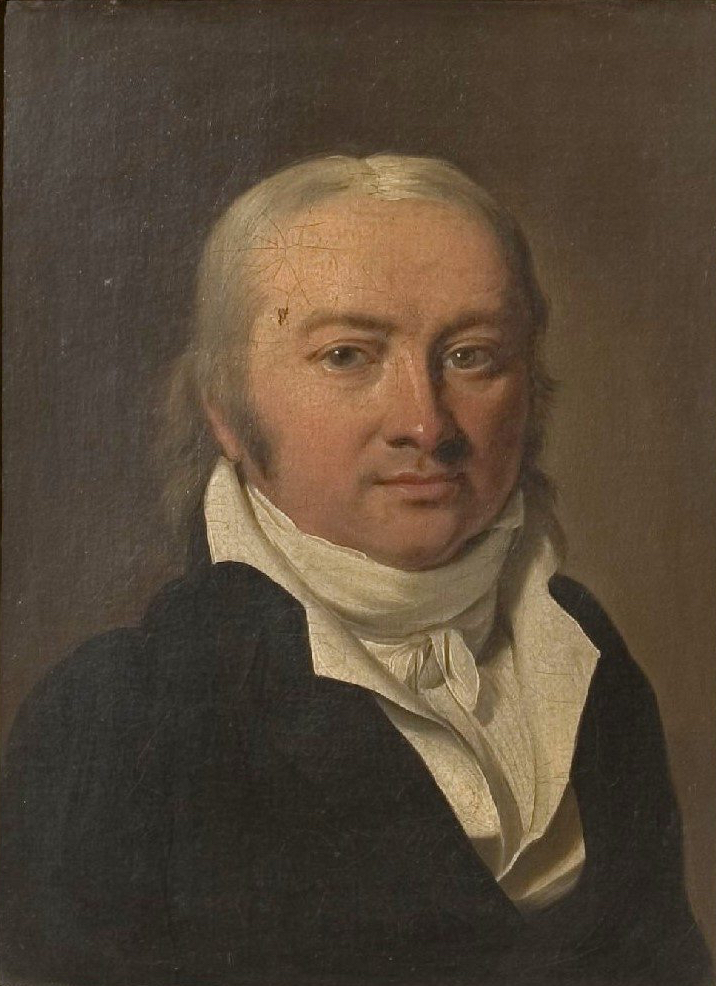
Jean-Conrad Hottinguer

En mains privées pendant plus de 200 ans, la banque familiale a noué des relations commerciales avec les Amériques, lancé les premières émissions de dette publique européenne et financé l'industrialisation de la France ainsi que de nombreux développements d'infrastructure novateurs sur le continent,.

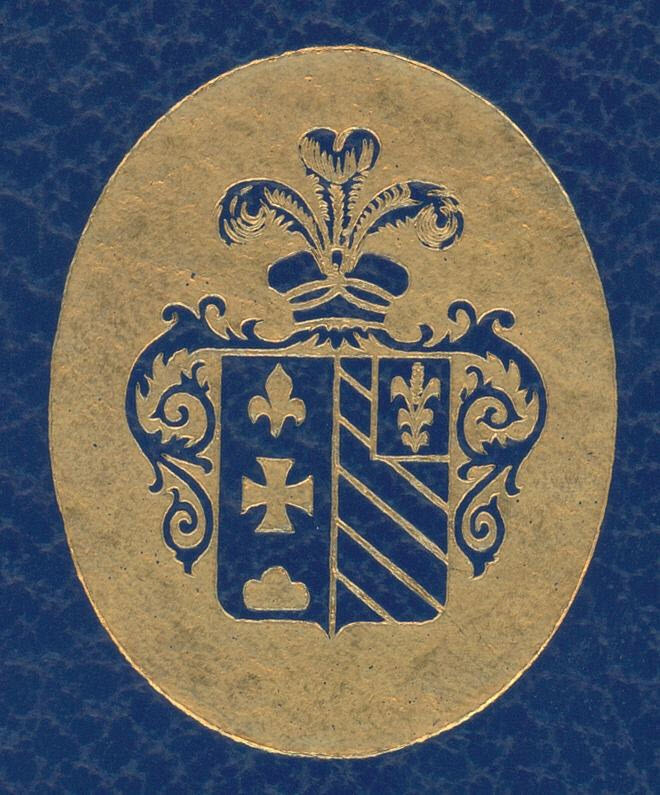
Blason Hottinguer

## Évolution
La Caisse d'épargne, première caisse d'épargne française, a été créée à Paris en 1818 par un groupe de banques, de financiers, de réformateurs sociaux et de philanthropes qui comprenait Delessert, Hottinger, Joseph Marie de Gérando, Jacques Laffitte, le Duc de La Rochefoucauld-Liancourt, Banque Rothschild, et Vital Roux.
La Banque de l'Union parisienne est fondée le 5 janvier 1904, avec un capital initial de 40 millions de francs. La Société Générale de Belgique en détenait 15 %, avec les banques privées parisiennes Hottinger, Mirabaud, Neuflize, Mallet et Vernes capitalisant cette nouvelle banque d'investissement.,
En 1968, cherchant à étendre les activités de banque privée de la famille, le baron Henri Hottinguer (1934–2015) s'installe à Zurich pour établir une nouvelle division Suisse du groupe Hottinger, avec Hottinger & Cie à Zurich lançant  le 13 décembre 1968.
Le baron Henri Hottinguer (1934-2015) a fondé Hottinger & Compagnie à Londres en 1981. Henri y a présidé le Conseil d'administration jusqu'en 2012, date à laquelle le groupe bancaire Hottinger a été divisé en deux entreprises distinctes et capitalisées indépendamment. La première d’entre elles, le Groupe Financier Hottinger, se concentre sur la gestion de fortune internationale au Royaume-Uni. La seconde, Hottinger & Cie (créée en 1968), était structurée de manière à se concentrer sur le secteur bancaire en Suisse.
En 1982, le Groupe Hottinger fusionne sa branche assurances (Drouot Groupe) avec Mutuelles Unies, devenant Mutuelles Unies/Drouot, rebaptisée par la suite AXA en 1985.
En octobre 1997, le Credit Suisse a pris une participation de 70 % dans la division française du groupe Hottinger, la Banque Hottinguer d'origine, qui a changé son nom en Credit Suisse Hottinguer.  La participation restante de 30% a été acquise en 2001 lorsque le Credit Suisse a exercé son option de prendre le contrôle à 100% de la division française.
La banque suisse Hottinger a eu du mal à survivre à la crise financière mondiale de 2008 et est entrée en liquidation en 2015,. Le Groupe Financier Hottinger, société de gestion et de placements basée à Londres, a toutefois continué à se concentrer sur la croissance de ses activités au Royaume-Uni et à l'étranger.
Après le décès du baron Henri en 2015, la famille a décidé de céder une participation majoritaire dans son entreprise londonienne à un important multi-family office (Archimedes Private Office). Les nouveaux propriétaires ont choisi de conserver le nom Hottinger pour le groupe.
L’Autorité de conduite financière du Royaume-Uni (Financial Conduct Authority) a approuvé la fusion de Hottinger et d’Archimède le 26 juillet 2016, formant ainsi la base du nouveau Hottinger Group, qui perdure aujourd'hui.
Le groupe Edmond de Rothschild a annoncé le 26 octobre 2021 la cession de son activité de gestion de fortune au Royaume-Uni au groupe Hottinger. La transaction, sous réserve de l'accord du régulateur britannique, verrait les clients et le personnel d'Edmond de Rothschild Private Merchant Banking LLP transférés à Hottinger.  Dans le cadre de cette opération, Edmond de Rothschild a acquis une participation de 42,5% dans Hottinger Group.

## Entreprise formant le Groupe Hottinger
Le Groupe Hottinger comprend sept entités principales et sert une clientèle mondiale composée d’UHNWI, de familles, de sociétés, de société fiduciaires et d’organisations de bienfaisance depuis quatre juridictions.
Royaume-Uni - Londres
- Hottinger & Co. Limited
  - Numéro de compagnie : 01573969
  - Établis 1981
  - Autorisé et réglementé par la Financial Conduct Authority, numéro de référence de l'entreprise 208737[19]
- Hottinger Private Office Limited
  - Numéro de compagnie : 07078765
  - Établis 2009
  - Autorisé et réglementé par la Financial Conduct Authority, numéro de référence de l'entreprise 521246[20]
- Hottinger Capital Partners Limited[21]
  - Numéro de compagnie : 0969781
  - Établis 2015

Irlande – Dublin
- Hottinger Family Office Limited
  - Numéro de compagnie : 499946
  - Établis 2011

Suisse – Genève
- Archimedes Private Office (Suisse) SARL[22]
  - Numéro de compagnie : CHE-493.525.143

États-Unis – New York
- Hottinger U.S. Groupe Banque Hottinger & Cie Limited
  - Établis 1981
- Hottinger Capital Corp Groupe Banque Hottinger & Cie Limited[23]
  - Établis 1987
  - Numéro de compagnie : 1190248

## Prestations de services
Les activités du Groupe Hottinger sont organisées en six divisions offrant les services suivants:
- Family Office
- Conseil en patrimoine
- Conseil d'entreprise
- Gestion des investissements
- Services immobiliers
- Consultation d'art

## Clarification
Il existe un certain nombre d'entités et de personnes qui utilisent également le nom de famille Hottinger, mais qui sont distincts du Groupe Hottinger, dont notamment : 
- Financiere Hottinguer SA (Paris)
- Banque Hottinguer (Paris)[25]
- JFE Hottinger AG (Suisse - Genève et Zurich)
- Hottinger Capital SA (Genève)
- Philippe Hottinguer Finance (France & Suisse)[26]
- Membres de la famille Hottinguer[6], dont certains restent impliqués dans les entités du groupe Hottinger aujourd'hui.